# Narcis
Narcis (Narcissus) is een geslacht van bolgewassen uit de narcisfamilie (Amaryllidaceae). De naam is afkomstig uit de Griekse mythologie (zie Narcissus). Narcissen zijn voorjaarsbollen en hebben een koude rustperiode nodig.
De soorten komen voor van Macaronesië tot in Afghanistan en verder in Zuidoost-China en Japan.

## Soorten
De soorten hebben roze, oranje, rode, witte of gevlekte, dubbelbloemige bloemen, met grote gele trompetten of met trosjes van gele of witte bloemetjes. In tegenstelling tot bij de leliefamilie komt bij deze familie een onderstandig vruchtbeginsel voor.
Er is veel verschil van mening over het aantal soorten. Walter Erhardt (1993) bijvoorbeeld onderscheidt 66 soorten en in The International Daffodil Register and Classified List van 2008 worden 85 soorten onderscheiden. De bekendste zijn: de trompetnarcis, de grootkronige narcis en de kortkronige narcis. In Nederland en België komt alleen de wilde narcis (Narcissus pseudonarcissus subsp. pseudonarcissus) van nature voor. Zie ook:
- Hoepelroknarcis (Narcissus bulbocodium)

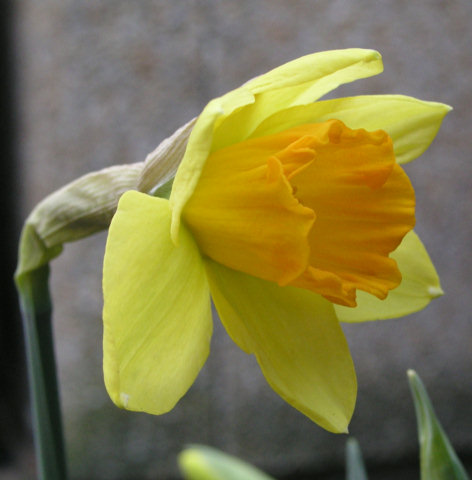
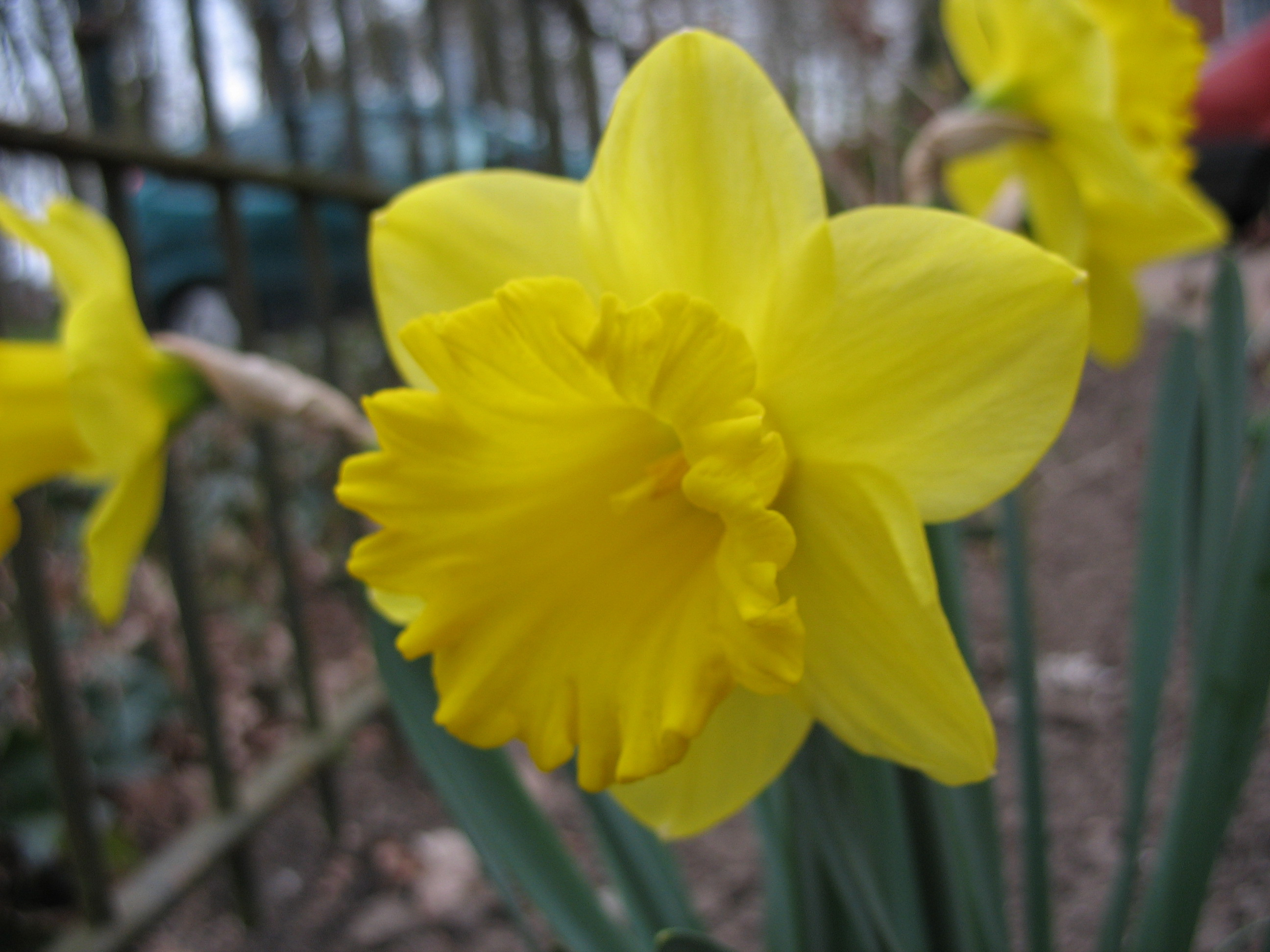
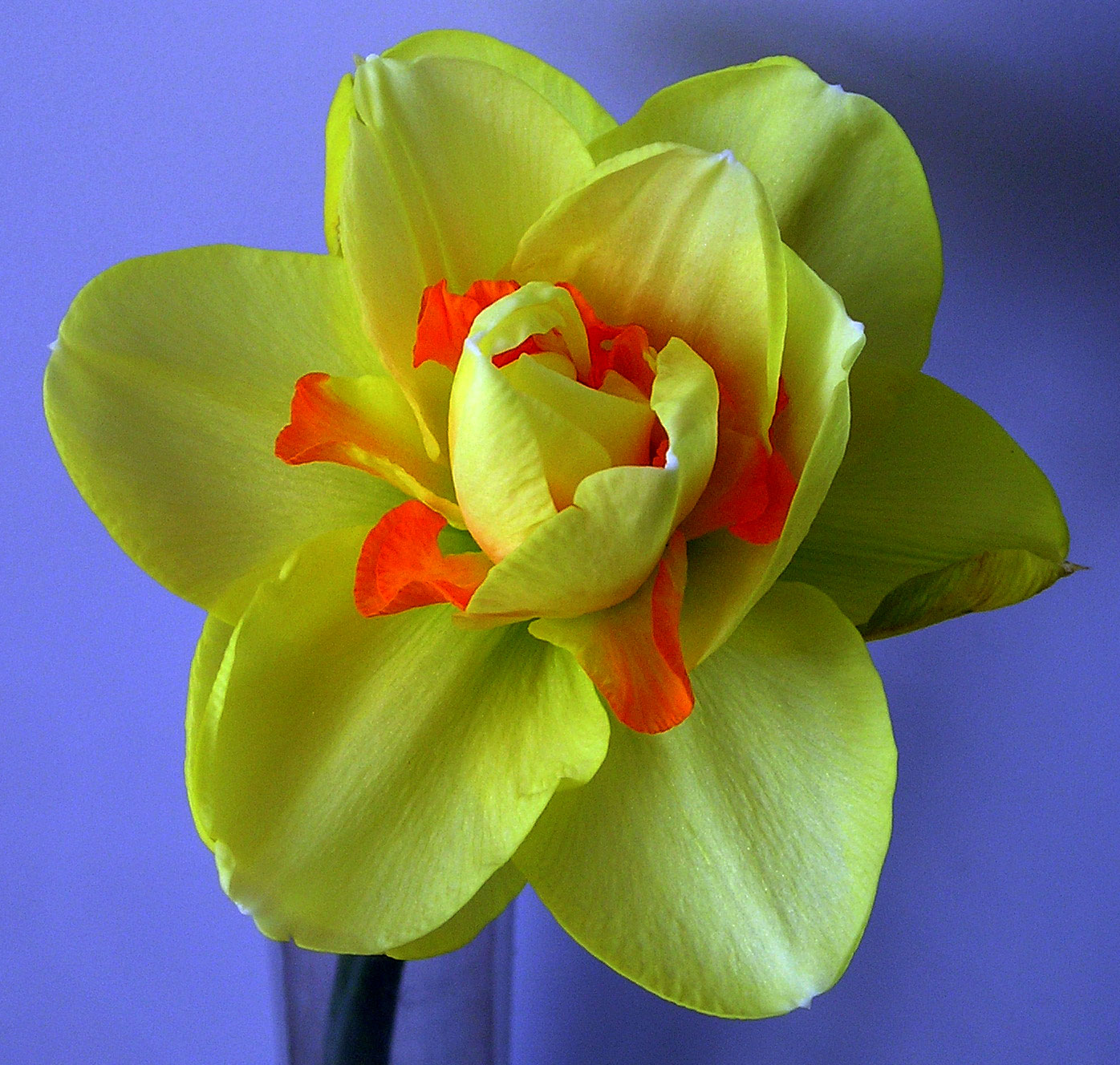
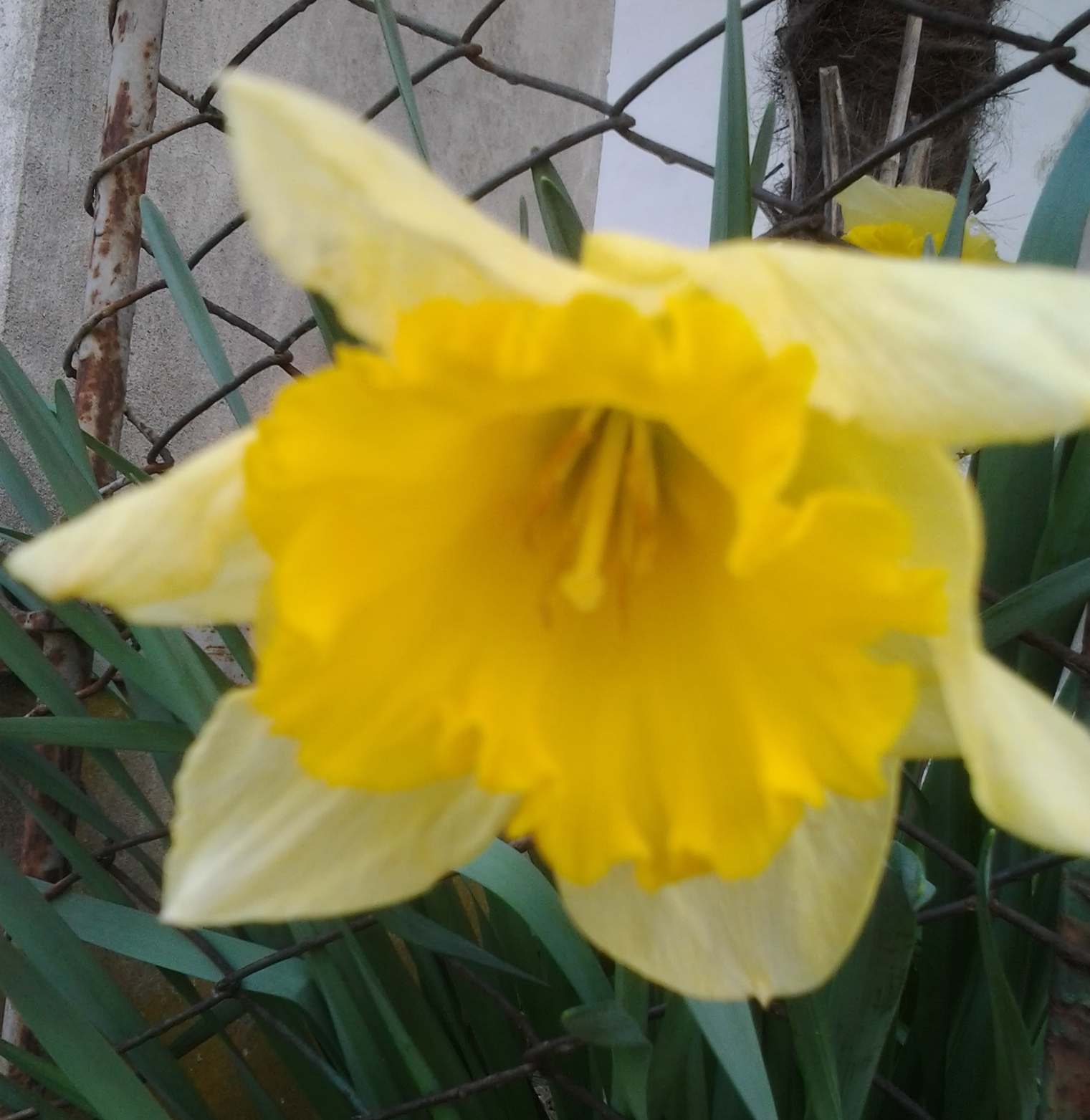

- Witte narcis (Narcissus poeticus)

## Classificatie van narcissen

### Royal Horticultural Society
Narcissen worden ingedeeld in verschillende categorieën. De Royal Horticultural Society in Londen registreert alle soorten en omschrijft of het wilde soorten zijn of cultivars. De volgende 12 categorieën worden gehandhaafd:
1. Trompet; 1 bloem per steel. De trompet is langer dan de bloemblaadjes.
2. Groot-kronig; 1 bloem per steel. De trompet is langer dan 1/3 van de lengte van de bloemblaadjes maar niet langer dan de bloemblaadjes zelf.
3. Klein-kronig; 1 bloem per steel. De trompet is niet langer dan 1/3 van de lengte van de bloemblaadjes.
4. Dubbel; 1 of meer bloemen per steel. Verdubbeling van bloemblaadjes of een dubbele trompet of beide.
5. Triandrus; 1 of meer bloemen per steel. Bloemblaadjes wijzen sterk naar achteren.
6. Cyclamineus; 1 bloem per steel. Bloemblaadjes wijzen naar achteren. Bloem naar de grond gebogen ten opzichte van de steel.
7. Jonquilla; 1 tot 5 bloemen per steel. Hol- of trechtervormig trompetje. Vaak geurend.
8. Tazetta; 3 tot 20 bloemen per (stevige) steel. Bloemblaadjes wijzen niet naar achteren. Vaak geurend.
9. Poeticus; meestal 1 bloem per steel. Bloemblaadjes zuiver wit. Cup zeer kort of schijfvormig, vaak geel met groen hart en soms oranje rand. Meestal geurend.
10. Bulbocodium; meestal 1 bloem per steel. Zeer kleine bloemblaadjes in verhouding tot de grote cup.
11. Spleet-kronig, onderverdeeld in twee groepen:
  1. Kraag-narcis; de cup ligt opengeslagen over de bloemblaadjes. Meestal in 2 groepen van 3.
  2. Vlinder-narcis; de cup ligt opengeslagen maar ietwat gedraaid over de bloemblaadjes.
12. Alle narcissen die niet in een andere categorie vallen.

### World Checklist of Selected Plant Families
De World Checklist of Selected Plant Families onderscheidt sinds 12 januari 2012 50 soorten en meer dan 300 synoniemen.

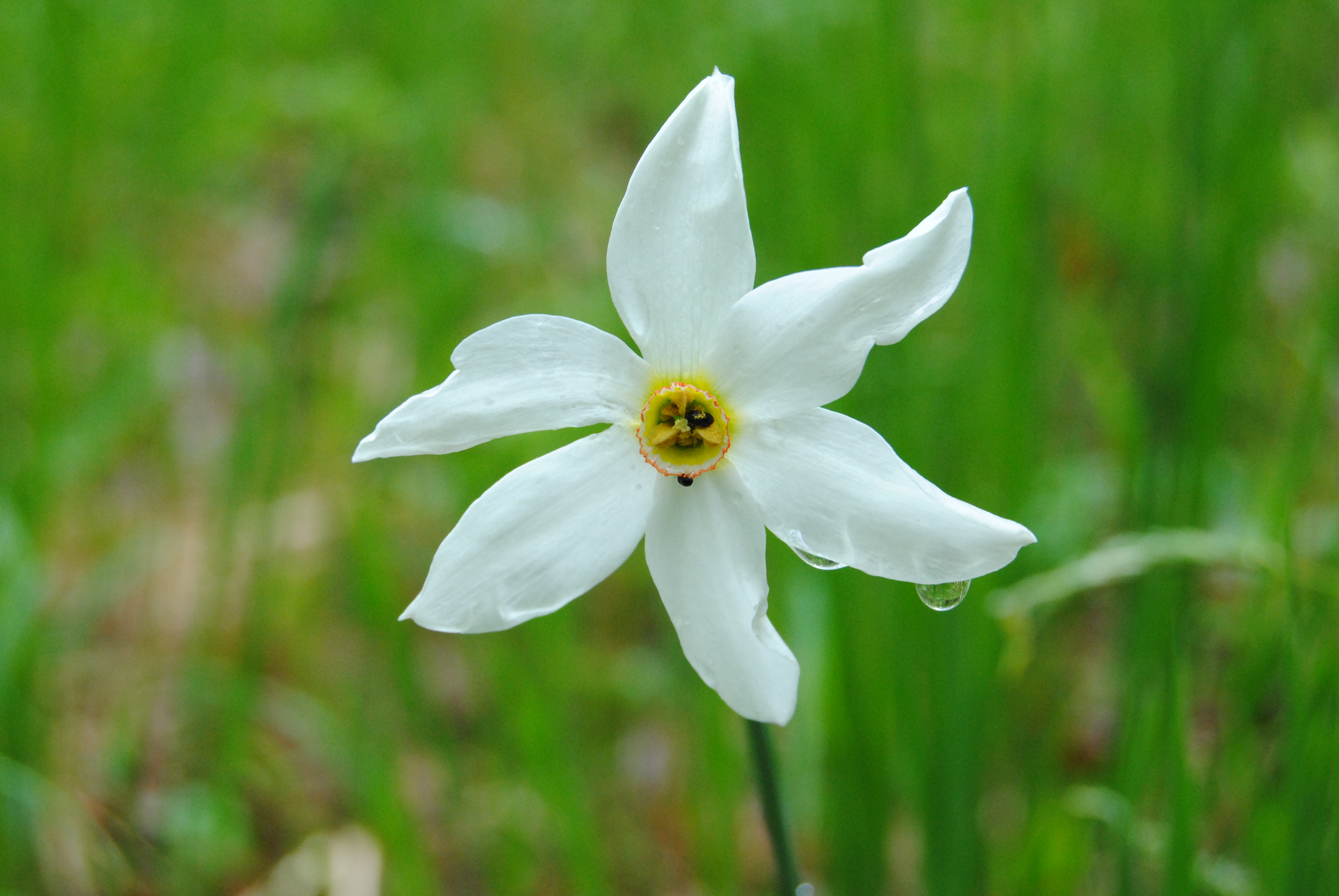
Narcissus poeticus

- Narcissus abscissus (Haw.) Schult. & Schult.f.
- Narcissus albicans (Haw.) Spreng.
- Narcissus albimarginatus D.Müll.-Doblies & U.Müll.-Doblies
- Narcissus arundanus Fern.Casas
- Narcissus assoanus Dufour ex Schult. & Schult.f.
- Narcissus asturiensis (Jord.) Pugsley
- Narcissus atlanticus Stern
- Narcissus broussonetii Lag.
- Narcissus bugei – niet in de World Checklist, zelfs niet als synoniemm
- Narcissus bulbocodium L. (Hoop-petticoat Daffodil)
- Narcissus calcicola Mendonça
- Narcissus cantabricus DC. (White Hoop-petticoat Daffodil)
- Narcissus cavanillesii Barra & G.López
- Narcissus cernuus Salisb.
- Narcissus confusus Pugsley
- Narcissus cuatrecasasii Fern.Casas
- Narcissus cyclamineus DC. (met cyclaam achtige bloemen)
- Narcissus dubius Gouan
- Narcissus elegans (Haw.) Spach
- Narcissus flavus Lag.
- Narcissus foliosus (Maire) Fern.Casas
- Narcissus gaditanus Boiss. & Reut.
- Narcissus gigas (Haw.) Steud.
- Narcissus hedraeanthus (Webb & Heldr.) Colmeiro
- Narcissus hesperidis Fern.Casas
- Narcissus hispanicus Gouan (Spanish Daffodil) - synoniem: Narcissus pseudonarcissus subsp. major

inclusief Narcissus alcaracensis, Narcissus longispathus, Narcissus obvallaris (Tenby Daffodil), Narcissus radinganorum
- Narcissus jacetanus Fern.Casas
- Narcissus jeanmonodii Fern.Casas
- Narcissus jonquilla L. (Jonquil)
- Narcissus lusitanicus Dorda & Fern.Casas
- Narcissus magni-abilii Fern.Casas
- Narcissus moleroi Fern.Casas
- Narcissus munozii-garmendiae Fern.Casas
- Narcissus nevadensis Pugsley
- Narcissus nivalis Graells
- Narcissus obesus Salisb.
- Narcissus obsoletus (Haw.) Spach
- Narcissus papyraceus Ker Gawl. (Paperwhite Daffodil)
- Narcissus piifontianus Fern.Casas
- Narcissus poeticus L. (Poet's Narcissus)
- Narcissus primigenius (Fern.Suárez ex M.Laínz) Fern.Casas & Laínz
- Narcissus pseudonarcissus L. (Wild Daffodil)

inclusief N. minor (Lesser Wild Daffodil), N. moschatus (White Daffodil)
- Narcissus romieuxii Braun-Blanq. & Maire
- Narcissus rupicola Dufour
- Narcissus scaberulus Henriq.
- Narcissus serotinus L.
- Narcissus supramontanus Arrigoni
- Narcissus tazetta L.
- Narcissus tingitanus Fern.Casas
- Narcissus triandrus L. (Angel's-tears)
- Narcissus viridiflorus Schousb.

## Toxiciteit

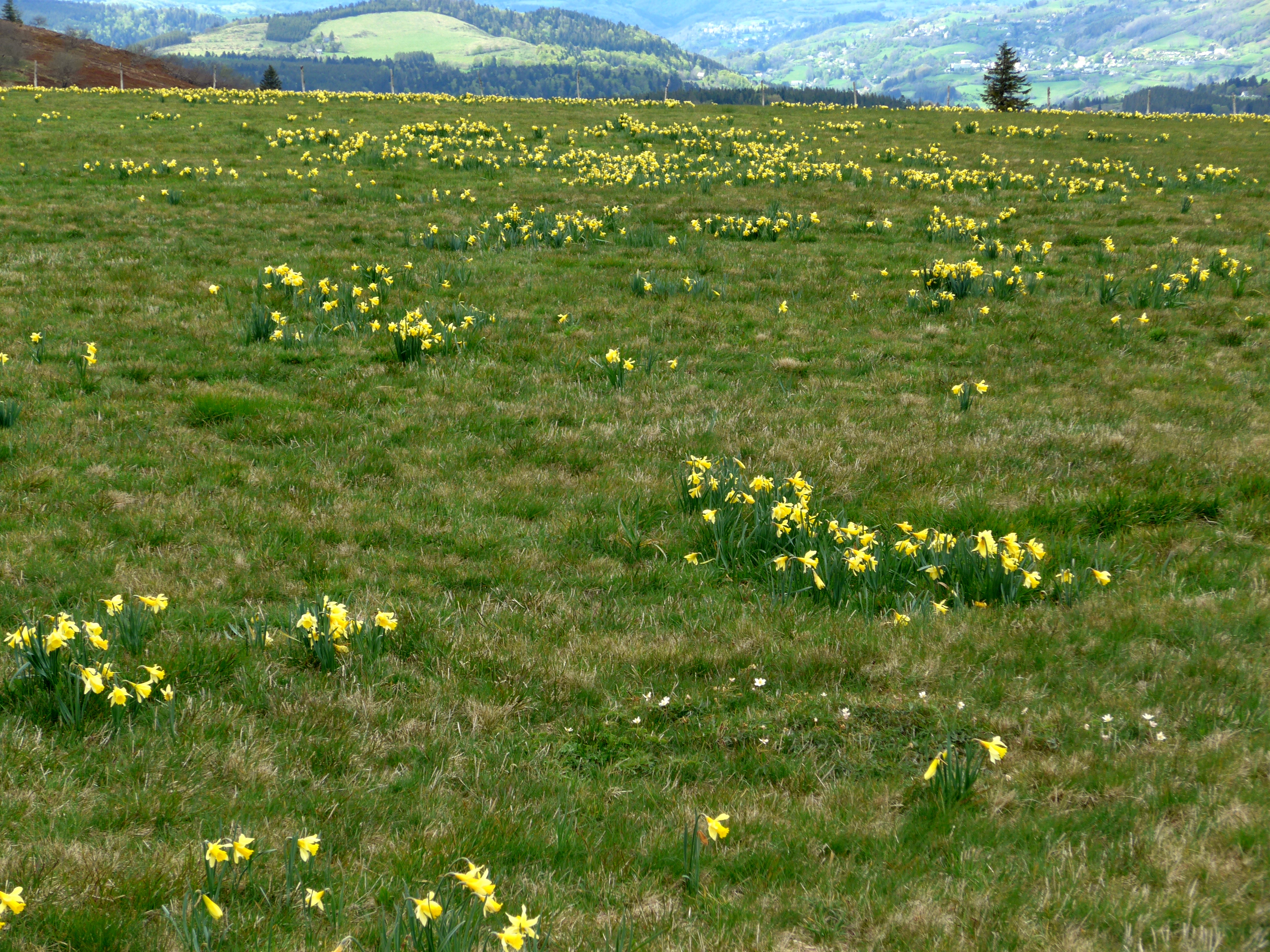
"wilde" narcissen op het plateau l'Artense, Central Massif, Frankrijk

Alle narcissensoorten bevatten het uiterst giftige alkaloide lycorine, voornamelijk in de bol maar ook in het blad. Grazend vee mijdt daarom de narcis en in kaalgegraasde weides kan men dan ook vaak uitbundige bossen bloeiende narcissen zien staan.
Daarnaast bevat het blad calciumoxalaat, dat contacteczeem veroorzaakt bij mensen die beroepsmatig veel met narcissen omgaan (kwekers, bloemisten) en die daar gevoelig voor zijn. De concentratie calciumoxalaat is bij sommige cultivars hoger dan bij andere. Vooral 'Actaea', 'Camparelle', 'Gloriosa', 'Grande Monarque', 'Ornatus', 'Princeps' en 'Scilly White' staan erom bekend huidirritatie te veroorzaken.